# Пфаундлер, Леопольд
Леопольд Пфаундлер фон Хадермур (нем. Leopold Pfaundler; 14 февраля 1839, Инсбрук, Австрия – 6 мая 1920, Грац, Австрия) — австрийский физик, физико-химик. Внёс значительный вклад в современную физическую химию, в особенности, в кинетическую теорию химических реакций. Доктор философии (1861). Член Австрийской академии наук (1881)
Первый альпинист, поднявшийся на вершину Хофманшпитце (3112 м). Тесть учёного Теодора Эшериха, открывшего и описавшего кишечную палочку Escherichia coli.

## История семьи
Леопольд Пфаундлер родился 14 февраля 1839 года в городе Инсбрук (Австрия) в семье, происходившей из знатного Австрийского рода. Первые упоминания предка, служившего трубачом в армии короля Максимилиана I, найдены в записях XV века. Отец Л. Пфаундлера Игнац Иоганн Пфаундлер (1808-1861) имел степень Доктора наук по праву, работал адвокатом и был профессором в Инсбрукском университете, где преподавал гражданское право. Мать Розин Холланд скончалась в 1892 г.
В 1869 году Л. Пфаундлер женился на Амалии Ганаль, рожденной в 1843 г. В браке родились дочь Маргарет (1870–1948) и 3 сына: Майнхард (1872-1947), Ричард (1882–1959) и Герман (род. в 1882 г.). Майнхард получил степень Доктора медицинских наук в Университете Граца, внес вклад в развитие всех аспектов педиатрической медицины и 1903 г. был назначен директором университетской детской больницы в Мюнхене. Ричард был удостоен звания профессора финансов в Инсбрукском университете. Герман получил степень Доктора наук по праву и работал начальником отдела Федеральной канцелярии в Вене. Маргарет вышла замуж за ученого Теодора Эшериха в Граце, с которым у них родилось двое детей – сын Леопольд (1893-1903) и дочь Шарлотта («Сонни») (1895-1980).

## Образование и карьера
Л. Пфаундлер обучался в средней школе в 1848-1856 г. В 1857 г. поступил в Университет Инсбрука, где под руководством химика-органика Генриха Глазивеца (1825–1875) изучал органическую химию и уже тогда опубликовал свои первые работы. В университете он также посещал лекции по физике и математике. В 1859 г. занятия были прерваны Австро-итало-французская войной в Северной Италии, в которой Л. Пфаундлер стал участником на добровольной основе.
В летнем семестре 1861 г.  Л. Пфаундлер работал в Мюнхенском университете под руководством немецкого химика-органика Юстуса фон Либиха. и в том же году в Инсбруке получил степень Доктора философии. После трех лет работы ассистентом в лаборатории Глазивеца, Пфаундлер провел 1864-1865 годы в Париже, изучая физическую химию, где работал в лабораториях Шарля Адольфа Вюрца (1817-1884) и Анри Виктора Реньо (1810-1878), где работал над описанием «химической механики» химических процессов. В Париже ученый также посещал лекции Анри Этьен Сент-Клер Девиля (1818-1881) и Бертло. Работы Девиля об экспериментальном поведении равновесных систем, включающих диссоциацию газов и твердых веществ, таких как: CaCO3, NH4Cl и PCl5, - стали основой, на которую ссылался Пфаундлер во время создания своей главной научной работы - кинетической теории химических реакций.
В 1866 г. Пфаундлер стал приват-доцентом по физической химии в Инсбруке, хотя в очередной раз его академическая карьера была прервана военной службой, на этот раз в Третьей Войне за независимость Италии 1866 года. В следующем 1867 году в возрасте 28 лет, он опубликовал свою основополагающую работу о применении кинетической теории вещества и тепла к химическим реакциям, предположив, что «не все молекулы находятся в одном и том же состоянии движения в одно и то же время». Ученый предположил образование «мгновенно образованных сложных молекул», которые распадаются либо на молекулы конечных продуктов, либо на исходные молекулы. Это понятие предвосхищает переходные комплексы химической кинетики. В этом же году Л. Пфаундлер получил звание профессора физики Инсбрукского университета и Здесь он оставался до 1891 года, когда в 1891 г. стал приемником Людвига Больцмана (1844-1906) на должности профессора физики в Университете Граца. В то время, когда Л. Пфаундлер преподавал, у него не было достаточных средств для экспериментальных исследований. В основном ему приходилось ограничиваться подготовкой демонстрационных экспериментов и теоретической работой.
Хотя Л. Пфаундлер не опубликовал ничего существенного после 1877 г., его «Вклады в химическую статику», а именно его молекулярно-кинетическое представление о химических равновесиях и его идея о переходном состоянии, оказали влияние на развитие физической химии на десятилетия.
В 1910 году Пфаундлер стал почетным профессором Граца, а также император удостоил его титула Пфаундлера фон Хадермур.

## Область научных исследований
Многочисленные работы Пфаундлера, опубликованные главным образом в изданиях Венской академии наук, касаются преимущественно физико-химических вопросов: диссоциации, теплоёмкости растворов и чистой воды, охладительных смесей и определения молекулярного веса.

## Кинетико-молекулярная теория химического равновесия газовых реакций

### Опорные научные труды

#### РаботыРудольфа КлаузиусаиДжеймса Максвелла
Понимание того, что для математического развития кинетической теории газов и жидкостей требовалось использовать принципы статистики, постепенно развивалось, начиная с работ Рудольфа Клаузиуса и Джеймса Максвелла и заканчивая созданием статистической механики австрийским физиком Людвигом Больцманом и американским физиком Джозайей Уиллардом Гиббсом в конце XIX века. Работы немецкого физика Рудольфа Клаузиуса послужили основой для статьи Пфаундлера 1867 года о применении кинетической теории тепла и вещества. Клаузиус первым обратил внимание на то, что в многоатомной молекуле также есть внутреннее вращение и колебания, и что различные столкновения приводят к перераспределению кинетической энергии между этими модами, в результате чего наблюдается распределение молекул по скоростям. Другими словами, заданная температура будет соответствовать среднему значению кинетической энергии молекул, а не фиксированному значению для каждой из них. Данный статистический подход был развит Клаузиусом в 1858 г. во введении в концепцию средней длины свободного пробега и Максвеллом в 1860 г. во введении к его знаменитой работе о функции распределения молекул по скоростям. Концепция взаимного преобразования энергии поступательного движения в энергию внутреннего вращения и колебаний, и идея соответствия определенной температуры характерному распределению молекул по энергиям, станут основными принципами кинетической теории, которые Пфаундлер использует для описания химических реакций.
Пфаундлер прочитал статью Клаузиуса 1857 года “The Kind of Motion Which We Call Heat”, в которой Клаузиус применил свои представления о видах движения молекул и характерных распределений молекулярных скоростей при постоянной температуре к объяснению испарения и сделал следующие выводы:

…исследовать, может ли, вследствие сходства между этими двумя явлениями [т.е. диссоциации и испарения], гипотеза, подобная той, которую использовал Клаузиус для объяснения испарения, быть полезной и для объяснения диссоциации.

#### РаботыАнри Сент-Клер Девиля
В своем известном обзоре экспериментальной работы по диссоциации Девиль подчеркнул аналогию между поведением равновесий, возникающих в результате термической диссоциации твердых веществ, и равновесий, возникающих при испарения чистых жидкостей. Подобно тому, как каждое значение температуры для последнего процесса соответствовало определенному давлению пара, каждое значение температуры для первого процесса соответствовало определенной степени диссоциации. Удаление пара приводило к испарению жидкости при постоянной температуре, тогда как добавление пара приводило к конденсации, добавление одного или нескольких газообразных продуктов диссоциации при постоянной температуре приводило к осаждению недиссоциированного твердого вещества, а удаление одного или нескольких продуктов – к его диссоциации. В самом деле, поскольку известно, что Пфаундлер изучал физическую химию в Париже в 1864-1865 годах и что, находясь там, он посещал лекции Девиля, он вполне мог слышать об этих аналогиях непосредственно от самого Девиля.

### Кинетические основы реакции диссоциации, “A Contribution to Chemical Statistics”
Прорывная статья Пфаундлера “A Contribution to Chemical Statistics” включает в себя три основные части, заключение и длинное дополнение.

#### Применение кинетической теории к простым реакция диссоциации
В первой части он описывает применение кинетической теории к простым реакциям диссоциации начиная с диссоциации твердых тел и жидкостей, затем обобщает данный подход, включая также диссоциацию газов.
Рассуждения Пфаундлера были построены на двух ключевых принципах:
Газообразные многоатомные молекулы обладают не только поступательным движением, но также внутренним вращением и колебательными движениями, причем последние виды движения также есть и в жидком и твердом состояниях. Пфаундлер назвал первые «внешними видами движениями», а вторые - «внутренними видами движениями» и далее отметил, что существует характерный верхний предел внутренних движений для каждого вещества, превышение которого приводит к разрыву химической связи.
В результате межмолекулярных столкновений не все молекул при заданной температуре обладают одинаковым запасом энергии или vis viva (живая сила) (mv2 - величина, тесно связанная с кинетической энергией).  Скорее, присутствует непрерывное распределение этой энергии между внешними и внутренними видами движения, а также возможен и обмен энергией между ними. Другими словами, фиксированная температура соответствует фиксированному среднему значению vis viva молекул, а не постоянному значению, общему для всех.
В начале Пфаундлер применил их к термической диссоциации карбоната кальция или мела. По мере прохождения реакции равновесие может быть смещено не только при изменении температуры, но и за счет удаления CO2 из пространства над поверхностью карбоната путем продувания потоком воздуха или другого инертного газа. Таким образом, при понижении концентрации углекислого газа, уменьшается скорость адсорбции, но не диссоциации, которая будет идти, пока не будет восстановлено содержание CO2 и само равновесие:

Следовательно, карбонат кальция выделяет углекислый газ в потоке воздуха при неизменной температуре так же, как и поглощает его в отсутствие потока. Карбонат кальция и диоксид углерода в потоке воздуха ведут себя таким же образом, что и смоченное вещество при высушивании.
Распространение этих принципов на диссоциацию газообразных соединений не вызывает затруднений.

#### Теория активированного комплекса
Во второй части статьи Пфаундлер распространил свою теорию за пределы обычных реакций диссоциации, включая в нее газофазные реакции одноатомного замещения. и вводя понятия комплекса, образующегося при столкновении молекул. В зависимости оттого, как энергия столкновения перераспределялась между внутренними модами комплекса, он мог распасться либо на молекулы исходных реагентов (столкновения, не приводящие к химической реакции), либо с образованием новых молекул – продуктов реакции (столкновения, вызывающие химическую реакцию). Как было отмечено Ландом, эта концепция предвосхитила все, кроме названия, современной теории активированного комплекса или переходного состояния. 

Рассмотрим молекулу вещества AB, которая из-за высокой температуры уже приобрела достаточный запас энергии для распада, сталкивающуюся с молекулой вещества С. При ударе внешнее движение обеих молекул полностью или частично переходит во внутреннее движение. Результат зависит от того, насколько велики силы взаимодействия, учитывая усиленное внутреннее движение, чтобы удерживать все три атома вместе. Если малы, то компоненты отталкиваются, т.е. часть внутреннего движения снова преобразуется во внешнее движение. По-видимому, способ разделения теперь зависит распределения внутреннего движения между отдельными частями. Если внутреннее движение исходной молекулы AB было уже очень большим до удара, который еще больше увеличил ее, то расщепление переходной молекулы ABC более вероятно с образованием A и BC, чем AB и C. Следовательно, часть молекул AB, сталкиваясь с молекулами C, будет реагировать согласно уравнению AB + C = A + BC. Здесь мы имеем дело с процессом диссоциации, отличным от чистой диссоциации; но также в равной степени он отличается и от полного химического разложения, при котором все молекулы разлагаются одновременно. Особенность этого процесса состоит в необходимости лишь частичного разложения.

#### Газофазные реакции двухатомного обмена в теории комплекса столкновений
Молекулы сталкиваются в таких условиях, что взаимодействие внутренних движений компонентов переходной двойной молекулы вызывает ее расщепление с образованием новых соединений.  AB и CD сталкиваются и мгновенно образуют ABCD.  Если молекулы столкнулись – как мы предполагаем в простейшем случае – вдоль линии, соединяющей их центры, вся система будет двигаться в соответствии с перераспределением различных количеств движения, при этом потерянное внешнее движение трансформируется во внутреннее движение. Теперь результат зависит от величины сродства A, B, C и D друг к другу и, в то же время, от ранее имевшихся внутренних движений компонентов AB и CD. Чем больше внутренние движения молекул перед столкновением, тем быстрее произойдет разделение A, B, C и D и тем легче происходит расщепление в направлении AB / CD.

#### Заключение и Приложение
В своем кратком заключении (обозначенном в переводе как Часть IV) Пфаундлер еще раз отдает должное Клаузиусу в том, что он привел  ему ключевые составляющие, содержащиеся в его собственной кинетической теории химических реакций, так как Клаузиус применил впервые молекулярно-кинетическую гипотезу к процессу испарения, что с помощью его разработки более ранней кинетической теории газов Крёнига с помощью добавленного предположения о том, что многоатомные молекулы могут обладать как внутренними, так и внешними способами движения. 
Приложение к статье Пфаундлера, которое первоначально было размещено между Частями I и II, но которое в процессе перевода было перенесено в конец статьи и помечено как Часть V, посвящено критике некоторых работ Анри Сент-Клера Девиля по диссоциации физиком по имени Х. В. Шредер Ван Дер Кольк (H. W. Schrӧder van der Kolk), большая часть которого была поставлена под сомнение молекулярно-кинетической интерпретацией Пфаундлера процесса диссоциации и которая в настоящее время мало или вообще не представляет интереса для современного читателя.

## Изобретения
После того как Пфаундлер перешел в область физики, его работа часто сосредотачивалась на разработке новых инструментов, большая часть которых была связана с преподаванием физики. Он был изобретателем ряда научных приборов - устройств, которые он часто использовал в демонстрациях в классе, включая первую демонстрацию электрического генератора постоянного тока (1870) и рабочего телефона (1877). В число его изобретений входили регулятор температуры (1863 г.), калориметр (1869 г.), дифференциальный воздушный термометр (1875 г.), сейсмограф (1897 г.) и дальномер (1915 г.), и это лишь некоторые из них. Ученый увлекался тригонометрическими измерениями высоты и за неимением денег сам изготовил необходимый прибор, которым летом 1863 года измерил Штубайские Альпы. Ему также приписывают создание устройства для оптической демонстрации фигур Лиссажу (1873 г.).

## Широта научных интересов и преподавательская деятельность
Пфаундлер был в высшей степени эклектичен в своих научных интересах и часто писал на темы, имеющие более широкие культурные и социальные приложения. Его самые ранние публикации касались не только ботанической и органической химии, как можно было ожидать из-за его работы с Глазивецем, но и геодезических измерений — интерес, который развился во время его военной службы. Его основополагающая статья 1867 года и несколько последующих вкладов, посвященных применению кинетической теории к явлениям в растворах и к кристаллизации, были очевидным результатом его изучения физической химии в Париже в начале 1860-х годов. Из-за скудного снаряжения физических лабораторий в Инсбруке и Граце, Пфаундлер стал, начиная с середины 1870-х годов, все больше сосредотачиваться на преподавании и написании научно-популярных статей, чем на лабораторных исследованиях. Известен своими превосходными лекционными демонстрациями, многие из которых были сделаны им самим — и его четкая подача, он также становился все более востребован как популярный лектор.

## Увлечения
Пфаундлер был заядлым альпинистом и фотографом горных пейзажей, за что получил серебряную медаль на Международной Фотографической Выставке 1901 года, а также ранний энтузиаст японской игры Го, о которой он опубликовал книгу в 1908 году. Другие интересы включали экологию и несущую способность Земли и пропаганду искусственного международного языка для использования в научной литературе. Действительно, в 1914 году он опубликовал фотографический словарь на языке Идо, упрощенный вариант Эсперанто. 
Л. Пфаундлер является первым альпинистом, поднявшимся на вершину Хофманшпитце (3112 м).

## Избранные публикации
За свою карьеру Пфаундлер опубликовал более 110 статей и около 10 книг и брошюр.
- Die Physik des täglichen Lebens, gemeinverständlich dargestellt (1906).
- Die Physik des täglichen Lebens mit 467 Abbildungen (1913).
- Ueber die Wärmekapazität des Wassers und eine Methode den Ort ihres (Минимум 1915).
- Ueber einen neuen Distanzmesser (1915).
- Chronik der Familie Pfaundler von 1486 bis 1915 (1915).
- Die Innsbrucker Studenten-Kompagnie 1859 und 1866 (1917).
- Das chinesisch-japanische GO-Spiel: eine systematische Darstellung und Anleitung zum Spielen desselben.

Л. Пфаундлер редактировал 8-е (1877-82), 9-е (1886-1898, 3 тома) и частично 10-е (1906-1914) издания «Учебника физики и метеорологии» Мюллера-Пуйе, читал лекции для журнала «Прогресс физики» и написал ряд популярных сочинений.

## Награды и премии
В 1910 году Пфаундлер был награжден императором дворянским титулом Пфаундлера фон Хадермура.
Публикация Пфаундлера 1867 г. под названием «Beiträge zur chemischen Statik» [«Вклад в химическую статику»] стал крупным вкладом в кинетическую теорию химических реакций. Эта публикация была удостоена награды Citation for Chemical Breakthrough от Отдела истории химии Американского химического общества, врученной Университету Инсбрука в 2016 году.

## Почётные звания
Пфаундлер был удостоен почётных степеней от следующих университетов и академий:
Инсбрукский Университет (1861)
Австрийской академии наук (1887)
Университете Граца (1891)